# Pheidole mutisi
Pheidole mutisi is een mierensoort uit de onderfamilie van de Myrmicinae. De wetenschappelijke naam van de soort is voor het eerst geldig gepubliceerd in 2008 door Fernández & Wilson.